# جون هيلي
جون هيلي (بالإنجليزية: John Healy)‏ هو كاتب بريطاني، ولد في 1943.

## وصلات خارجية
- جون هيلي على موقع مباريات الشطرنج (الإنجليزية)